# Primion Technology
Die Primion Technology GmbH ist ein Entwickler und Hersteller von Soft- und Hardware für integrierte Sicherheitssysteme in den Bereichen Zutrittskontrolle, Zeiterfassung und Sicherheitstechnik. Das Unternehmen ist Teil der spanischen Azkoyen-Group.

## Geschichte
Die Primion Technology GmbH wurde 1995 als AZS Datentechnik GmbH in Stetten am kalten Markt von Heinz Roth gegründet. 1999 wurde die GmbH in eine Aktiengesellschaft umgewandelt. 2006 folgte der Gang an die Börse. Das Unternehmen beschäftigt knapp 380 Mitarbeiter an 19 Standorten europaweit (Stand: August 2023).
Hauptaktionär von Primion Technology AG war die spanische Azkoyen. Primion und OPERTIS in Deutschland, Primion SAS in Frankreich, GET in Belgien und den Niederlanden und Digitek in Spanien sind 100%ige Töchter der spanischen Azkoyen-Gruppe. Im September 2014 beschloss die Primion Technology AG das Delisting zu beantragen, da sich 90 Prozent der Aktien bereits in der Hand eines einzigen Mehrheitsaktionärs befinden und daher ein Handel mit Primion-Aktien kaum noch statt fände; demgegenüber stünden hohe Kosten und ein Mehraufwand durch die Notierung am Aktienmarkt. Der Widerruf wurde im April 2015 wirksam. 2018 erfolgte die Umfirmierung zurück in eine GmbH.
2016 kaufte Primion die Opertis GmbH, um das Portfolio um zusätzliche Komponenten für elektronische Schließanlagen zu erweitern. Am 17. Juli 2018 folgte die Umfirmierung in Primion Technology GmbH.
Zum 1. April 2023 übernahm Darío Vicario Ramírez den Posten des CEO der T&S Division. Er bildete eine Doppelspitze mit Jorge Pons Vorberg, der als Managing Director im Bereich Finanzen tätig war und zum 1. Juli 2024 von Francis Cepero Tchernev nach 10 Jahren im Unternehmen als CEO abgelöst wurde.

## Auszeichnungen
- Innovationspreis des Landes Baden-Württemberg im Jahr 1996